# ان-استیل نورامینیک اسید
ان-استیل نورامینیک اسید (به انگلیسی: N-Acetylneuraminic acid) فراوانترین نوع سیالیک اسید در طبیعت با شناسه پاب‌کم ۴۳۹۱۹۷ است. که جرم مولی آن 309.273 g/mol می‌باشد. شکل ظاهری  NANA، پودر بلورین سفید است. این مشتق نورامینیک اسید یک مونوساکارید است.